# Avdullu, Kumru
Avdullu là một xã thuộc huyện Kumru, tỉnh Ordu, Thổ Nhĩ Kỳ. Dân số thời điểm năm 2010 là 458 người.